# 50687 Paultemple
50687 Paultemple è un asteroide della fascia principale. Scoperto nel 2000, presenta un'orbita caratterizzata da un semiasse maggiore pari a 2,5693984 UA e da un'eccentricità di 0,1278583, inclinata di 22,68396° rispetto all'eclittica.
L'asteroide è dedicato all'astrofilo statunitense Paul V. Temple.